# Wolapen
De wolapen (Lagothrix) is een geslacht van de grote boombewonende familie grijpstaartapen (Atelidae). De wolapen komen enkel voor in de regenwouden van de Amazonebekken. De wetenschappelijke naam van het geslacht werd in 1812 gepubliceerd door Étienne Geoffroy Saint-Hilaire.

## Verspreiding en leefgebied
De wolapen komen voor in Zuid-Amerika, van de oostelijke helling van de Andes in Colombia tot de Rio Negro, de Rio Tapajós en de Mato Grosso in Centraal-Brazilië, Oost-Ecuador en Peru, zuidwaarts tot Noord-Bolivia. Ze leven in volwassen vochtige en regenwouden, van vloedbossen langs rivieren tot bergbossen op een hoogte van 3000 meter. Ze ontbreken in secundair woud.

## Gedrag
Wolapen zijn dagactieve boombewoners. Ze komen voor van de struiklaag tot in de boomkruin, maar hebben een voorkeur voor de boomtoppen. Het komt ook vaak op de grond, waar het op zijn achterpoten loopt. De armen dienen dan om balans te houden en de staart wordt soms als houvast gebruikt. Wolapen leven in grote, gemengde groepen van zo'n twintig à dertig dieren, bestaande uit meerdere mannetjes. De oudste mannetjes zijn het dominantst. Ze eten rijpe vruchten, aangevuld met zaden, insecten en mogelijk bladeren.
Vrouwtjes paren meestal met meerdere mannetjes, hiërarchie speelt hier nauwelijks een rol bij. Mannetjeswolapen hebben wel van alle apen van de Nieuwe Wereld de grootste testikels, en mogelijk hebben de mannetjes met de grootste testikels het grootste voortplantingssucces. Er wordt meestal één jong geboren na een draagtijd van 223 tot 225 dagen. Bij de geboorte weegt het jong 140 gram. Pasgeboren jongen worden zowel op de rug als op de buik van de moeder gedragen. De zoogtijd duurt negen tot twaalf maanden. Mannetjes zijn na vijf jaar geslachtsrijp, vrouwtjes na zes tot acht jaar.

## Beschrijving
De wolapen behoren tot de grootste apen van Latijns-Amerika en zijn voor een boombewoner vrij stevig gebouwd. Ze hebben een korte, dichte, wollige vacht met een dichte ondervacht. De kleur van de vacht is grijzig of bruinig van kleur. De onderzijde is iets lichter. Bij sommige soorten is de kop donkerder gekleurd dan de rest van het lichaam, bij andere soorten is er geen verschil in kleur tussen de kop en de rest van het lichaam. De kop is rond met een naakt, zwart gezicht. De grijpstaart is aan de onderzijde van de punt onbehaard.
Volwassen mannetjes zijn niet veel groter dan volwassen vrouwtjes, maar wel veel zwaarder. Mannetjes worden 46 tot 65 centimeter lang en 3,6 tot 10 kilogram zwaar, met een staart van 53 tot 77 centimeter. Vrouwtjes worden 46 tot 58 centimeter lang en 3,5 tot 6,5 kilogram zwaar, met een staart van 62 tot 72 centimeter lang.

## Bedreiging
Wolapen worden bedreigd door boskap en andere verstorende activiteiten (wolapen zijn samen met de slingerapen de eerste apen die verdwijnen na menselijke verstoring), de jacht op het vlees en illegale vangst voor de huisdierhandel. Er wordt geschat dat voor ieder jong dat op de markt verschijnt, tien volwassen vrouwtjes zijn gedood.

## Taxonomie
Er worden twee soorten tot dit geslacht gerekend.
- Geslacht: Lagothrix (Wolapen) (2 soorten)
  - Soort: Lagothrix flavicauda – Geelstaartwolaap
  -  Soort: Lagothrix lagotricha (Gewone wolaap)
    - Ondersoort: Lagothrix lagotricha lagotricha – Gewone wolaap
    - Ondersoort: Lagothrix lagotricha cana – Grijze wolaap
    - Ondersoort: Lagothrix lagotricha lugens – Colombiaanse wolaap
    - Ondersoort: Lagothrix lagotricha poeppigii – Bruine wolaap
    -  Ondersoort: Lagothrix lagotricha tschudii

Alle ondersoorten worden soms als aparte soorten gerekend. De geelstaartwolaap werd vroeger in een apart geslacht, Oreonax, geplaatst.